# ワリ

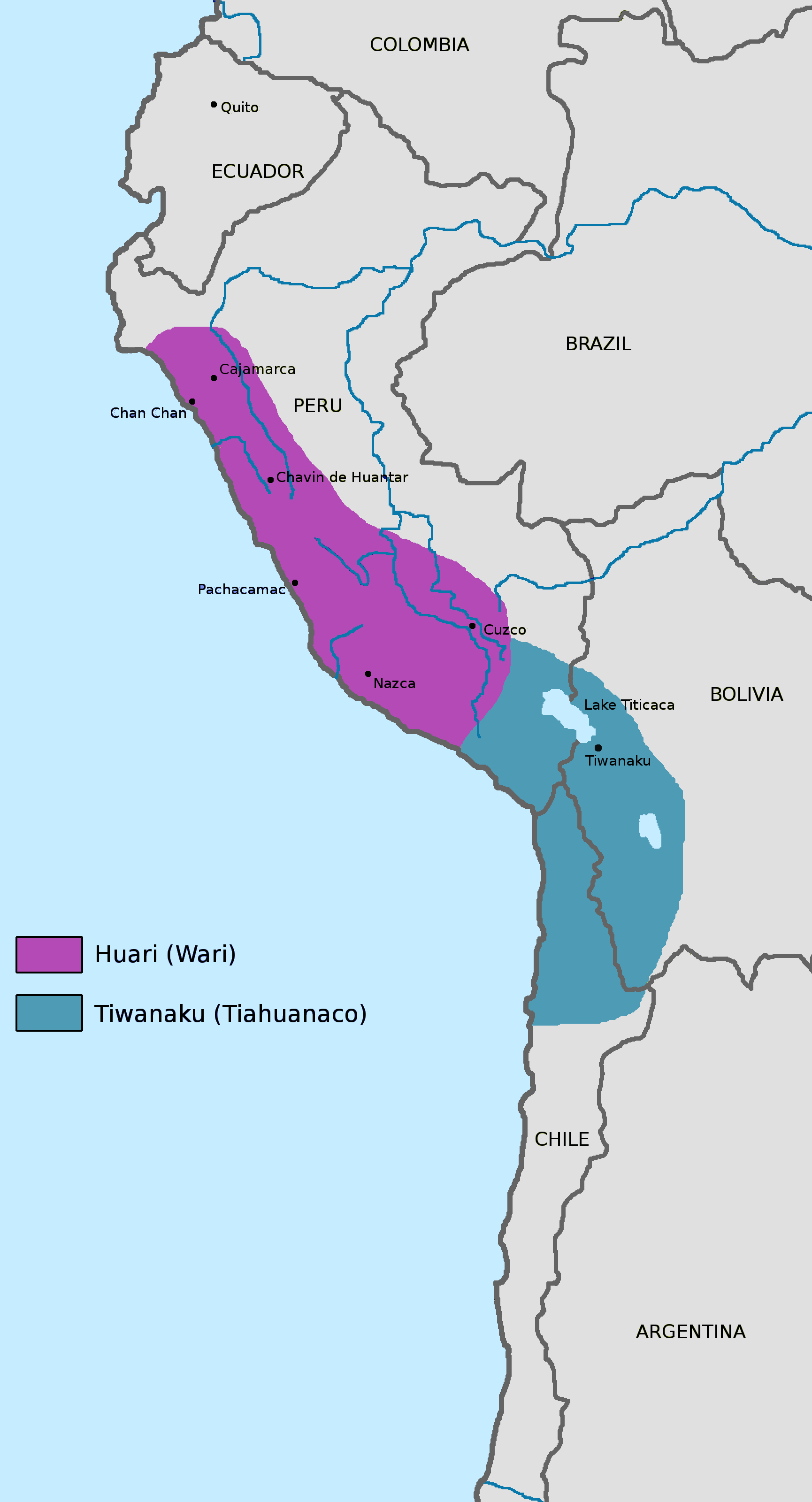
紫色の部分がワリの勢力範囲を表す

ワリ（Huari,英語圏で時々Wariと表記）は、西暦500年～900年ごろアンデス中央高地で繁栄したプレ・インカの文化。

## 立地
ワリの都は、現在のペルー、アヤクーチョ県にあったといわれている。ワリ遺跡へ行く際は、アヤクーチョ市から観光ツアーが出ているのでそれを利用するのも良いが、キヌア(Quinua)(村の名前)行きのバスも遺跡の近くを通るため、利用可能である。
近年博物館が整備され、遺跡から出土した遺物を展示している。そこの展示品は、ワリ文化に特徴的な、杖を持って正面を向いた人物が描かれた大型甕や、黒曜石製の石器類(ワリ以前の社会のものもある)が多い。また、遠くペルー北部のカハマルカ県から運ばれたと思われるカハマルカ式の土器や、現ボリビア多民族国に中心があったティワナク文化圏から運ばれたと思われるティワナク様式土器も展示されている。

## 歴史

### ワリ文化
ワリ文化の起源は、はっきりとはわかっていない。ただし、この地域にはワリ以前にワルパと呼ばれる地方文化があったことがわかっている。
ワリは、現在のペルー沿岸部と高地部分全体に版図が広がっていたといわれているが、太平洋沿岸部におけるワリの支配が実際にどのようであったのかは、リマ近郊やナスカ地方の一部を除けば、確実なことはほとんどわかっていない。ペルー北海岸にあったモチェ文化圏との接触は様々議論されている。かつてはワリの進入がモチェ政体の衰退を促したことが議論されていたが、現在ではこの説を否定する研究者が多い。また、ほぼ同じ時期に、アンデス中央高地南部にある現在のボリビア北部ではティワナク文化が栄えていた。この時期を、アンデス考古学の編年で、中期ホライズンという。現在、その編年はD.メンゼルの編年に基づきながら修正されつつ用いられている。
メンゼルの編年で１Bにあたるころからワリ文化が始まる。ペルー南海岸に栄えたナスカ文化の9期が、アヤクーチョ盆地チャキパンパ(Chakipampa)期にあたり、北海岸ではモチェV期に相当する時期である。おおよそ西暦600年頃である。その後、メンゼル編年でいう２Aに当たる時期が、アヤクーチョ盆地の編年のコンチョパタ期にあたり、おおよそ西暦700年頃まで続く。この時期がもっともワリ文化が栄えた時期である。
ワリでは、各地を支配するためのすぐれた建築物を多数配しており、現在のペルー共和国北部にあるワマチューコ市郊外のビラコチャパンパ遺跡や、南部のクスコ県にあるピキリャクタ遺跡は有名である。壁を二重に巡らした、長方形の部屋状構造物を特徴とするこのワリの建築群は、ワリの支配の一つの指標として議論されているが、実際には、地域によって差が見られ、地域によっては土着の政治組織を覆うような形で支配をしていたことを示すものもあるという。
ワリ期には、壁の下に埋葬が伴われることがあった。これはアヤクーチョのワリ遺跡でも見られるし、また、クスコ郊外のピキリャクタでも見つかっている。ピキリャクタの人骨の中には、頭蓋変形が施されたものもある。
D字型をした広場を持つ建造物は、ワリ文化の建築群の特徴の一つで、儀礼の場であろうと解釈されている。ワリ本拠地やいくつかのワリの地方遺跡の中には、地下式建造物をもつものがあり、地下数メートルにまでおよぶ複雑な構造をなしている。
ワリ文化に代表される考古学遺物のうち、大型のカメやケーロと呼ばれるコップ状の土器は有名である。ワリ文化では、トウモロコシ酒(チチャ)を用いた儀礼活動が盛んに行われていたとされており、その儀礼が執り行われた後、土器を壊して土中に埋める儀礼が行われていたとされている。カメには人物像や作物などが描かれている。
ワリ期の織物も海岸地域で複数見つかっており、そこにはティワナク文化やプカラ文化と共通する「杖をもった神」の図像が描かれている。描かれるモチーフは同じものが多いが、描かれ方がこれらの文化とは若干異なっている。ティワナク文化の同じ図像に比べ、ワリ文化の図像は、ティワナクの図像とは異なった様式化がされている。これは土器に描かれている図像も同じである。ワリ期に利用されていた帽子も見つかっており、おそらく権力者が利用していたものであろうとされているが、その特徴は4つの角を持ち上部が平らな物である。これと似たような帽子はティワナク文化でも利用されていたと言われている。
また、ワリ文化では、黒曜石の流通も一部で行われていた。ただし、黒曜石が珍重されたメソアメリカ文明と異なり、アンデス文明においては、黒曜石は、その鋭利さやガラス質の質感や漆黒の色感は珍重されたものの、それでも、他の石材と比較して特別に重要視されていた石材ではなかった。しかし、紀元前の社会から流通があったことは分かっている。
ワリ文化では、自らの領域内に、アンデスでは数少ない黒曜石の産地を数カ所持っていたので、多少は利用されていたようである。例えば、アレキパ県にあるAlcaやChivay付近、クスコ県の山間部では黒曜石を産出するため、その交易がワリ期に広範囲にわたって行われていたことが分かってきている。ティワナク遺跡やその周辺遺跡から出土する黒曜石のほとんどが、このワリ文化圏から移入されていたと言われているが、実際のティワナク関連遺跡からの出土総数は極めて少なく、石鏃などの一部に利用されているにすぎない。ティワナク文化ではむしろ黒色玄武岩などが珍重され、この石材はプーマをかたどった彫像など特殊な彫像などのために利用されている。ワリ文化では、特にワリ遺跡の中心部などでも、尖頭器（槍先）が出土しており、威信財として用いられていた可能性があるが、正式な調査はなされていない。また、チャートなど在地の石材が主に日常生活の利器には利用されていた。

### ティワナク
ワリが栄えた時代には、現在のボリビア共和国にティワナクと呼ばれる文化が栄えていたことが確認されている。おそらくこのティワナク社会はかなり複雑な国家レベルの政治組織を持つ社会であっただろうと言われている。かつて、ワリはティワナコイデあるいは海岸ティアワナコとよばれていたが、現在ではティワナクとは異なった政治組織および文化であることがわかったため、ワリと呼ぶようになった。
ワリとティワナクの境界はおおよそモケグア県あたりであったといわれている。モケグアには、ワリの地方遺跡であるセロ・バウルとティワナク政体の飛び地であるオモ遺跡群がある。これらは、それぞれ立地条件が異なっており、セロ・バウルが山の頂に、オモ遺跡群がモケグア川の近く谷底周辺に立地する。両者の具体的な関係はわかっていないが、このように棲み分けがなされていたことは注目に値する。

また、ワリ遺跡ではティワナク様式の土器などが散見されるが、ティワナク遺跡ではワリ文化の遺物が発見されることはほとんどない。

### ワリとインカ
ワリの滅亡後、300年が経過すると、インカ帝国が成立する。ワリの支配の方法はインカ帝国にも受け継がれたといわれており、さまざまな面で影響を与えているといわれている。たとえば、インカ帝国全土に広がる道路網はワリ帝国の時代に基礎が築かれている。また、ワリの王統がインカに継承されているとも言われており、口承で残っている。さらに、インカ期に用いられたキープ（結縄）と呼ばれる縄の結び目を利用した文字の代替用具が、ワリ期にすでに存在したとも言われている。さらに、インカの宿敵であったチャンカは、アヤクーチョが起源といわれている。

## ギャラリー

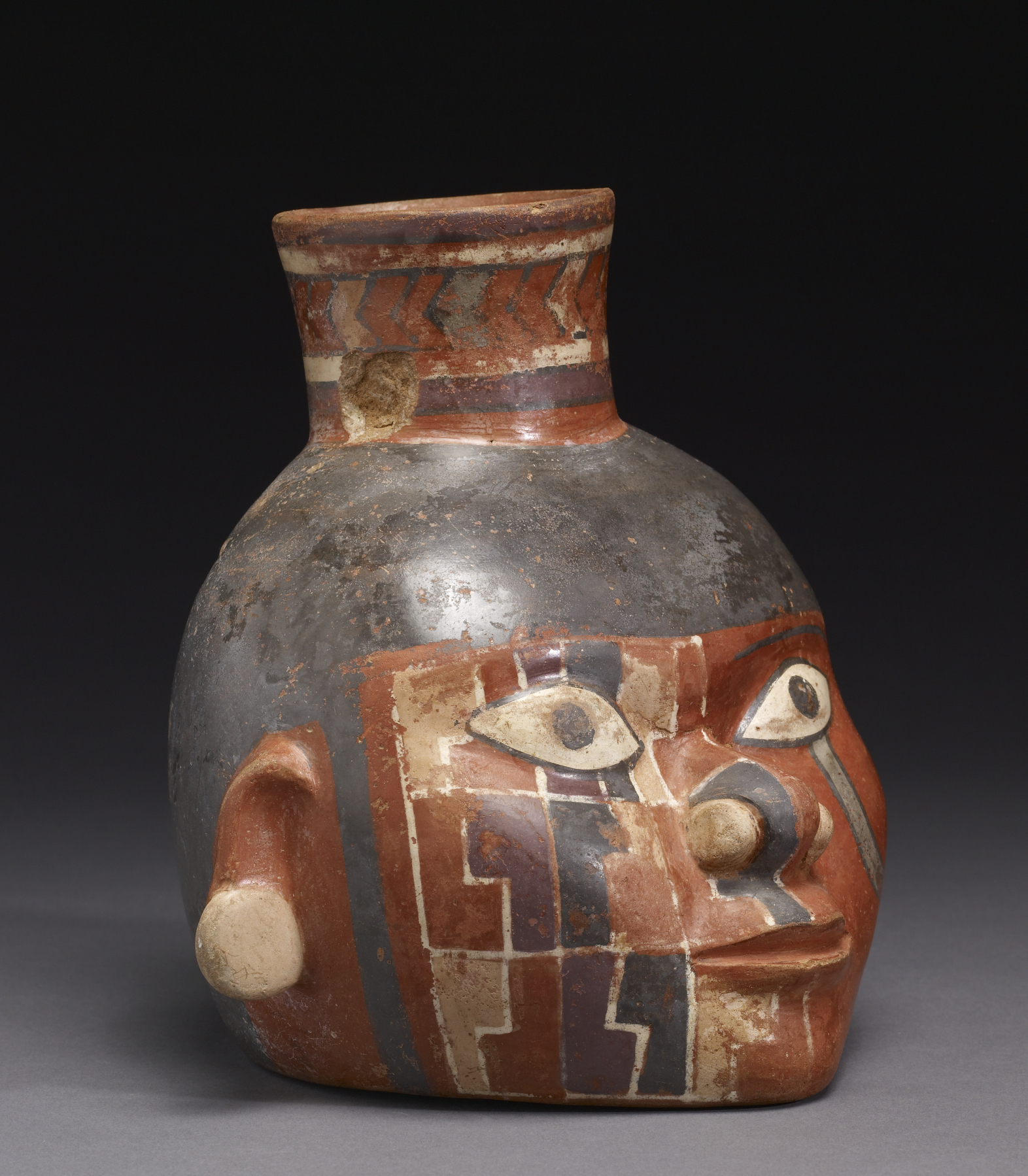
人面型土器（西暦650-800年）
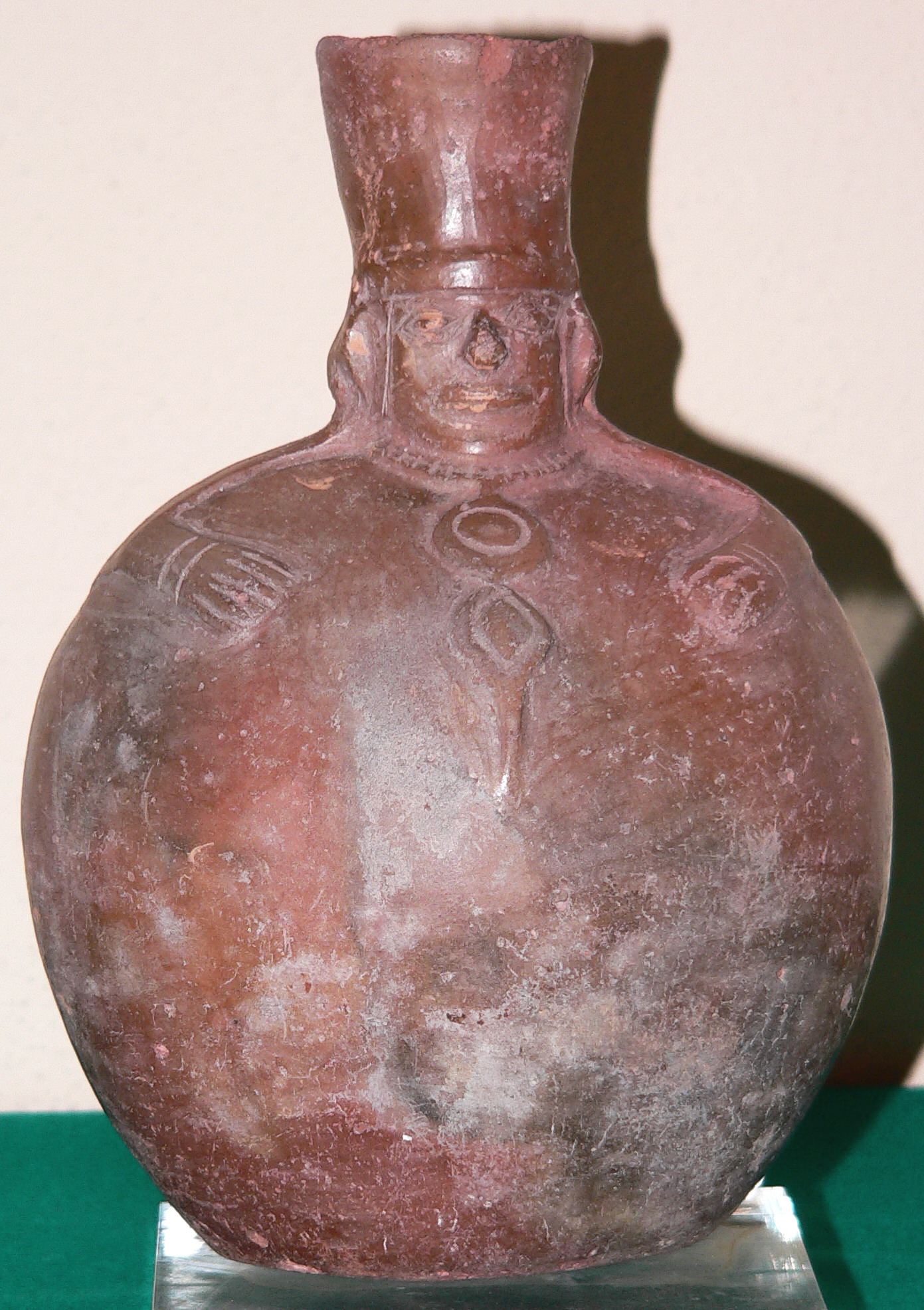
土器
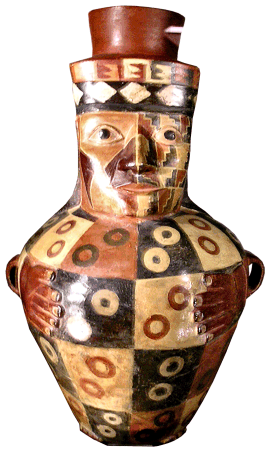
土器
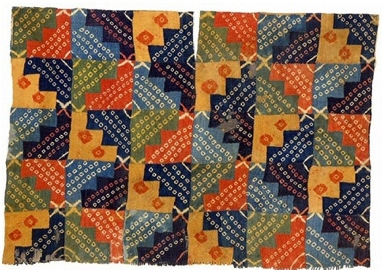
ワリの上着の文様（西暦750-950年）
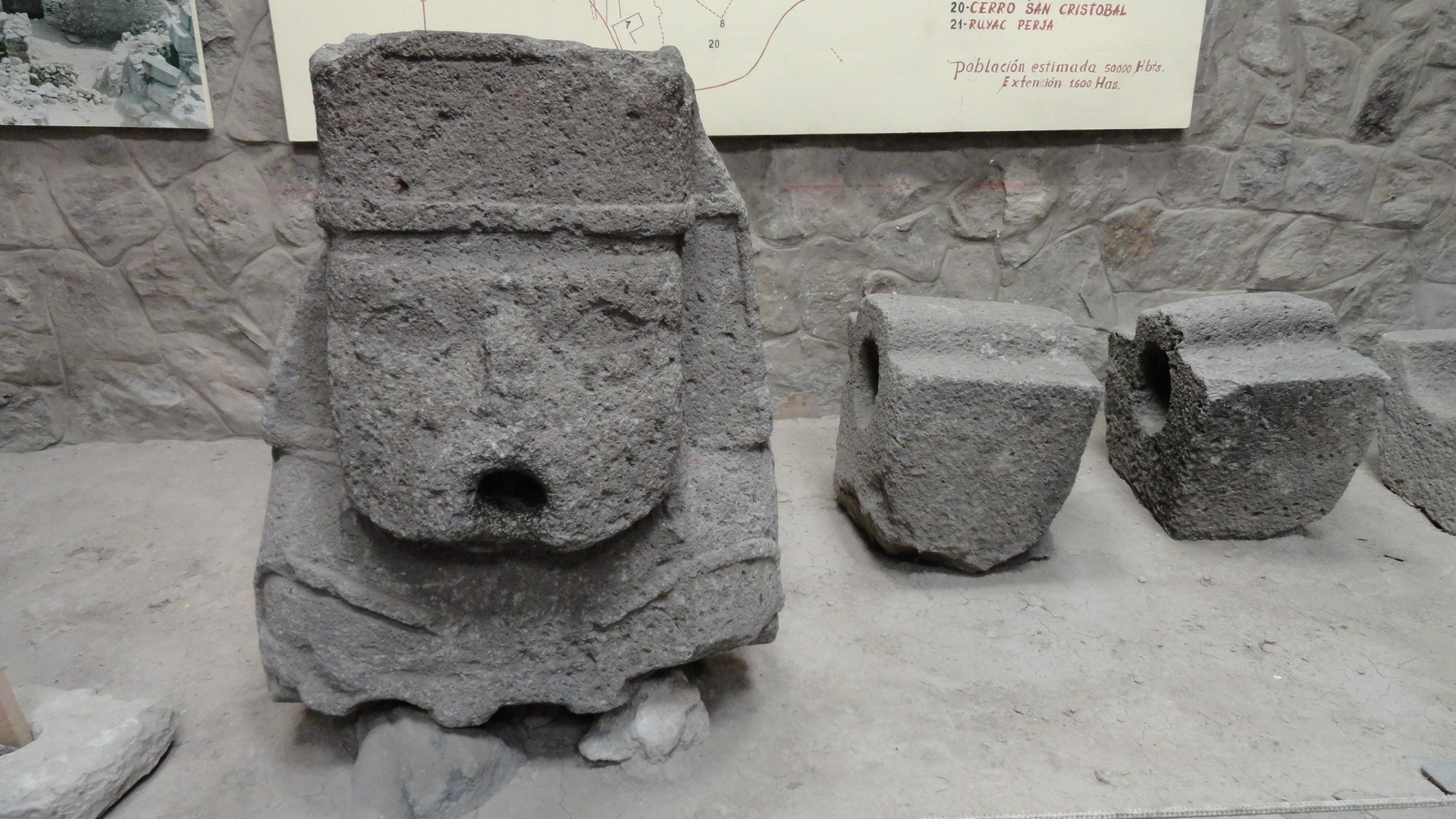
石彫
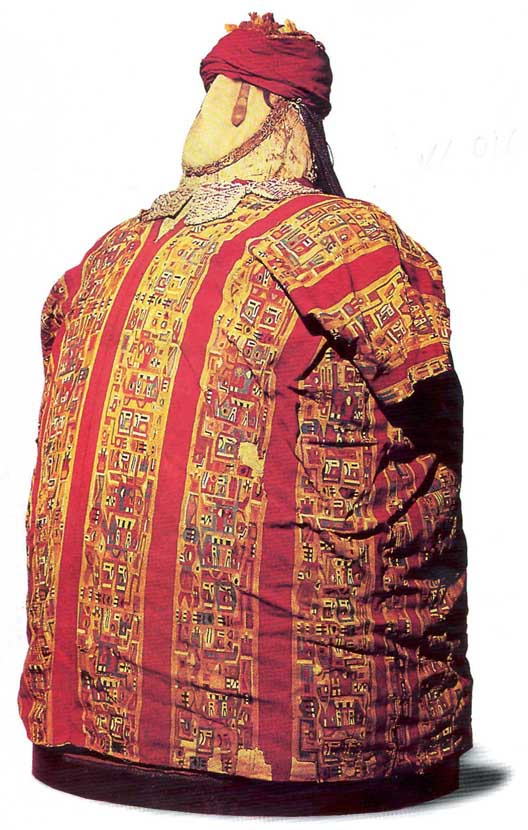
死者の葬儀用衣類